# Fritz il gatto
Fritz il gatto (Fritz the Cat) è un famoso personaggio immaginario protagonista di una serie a fumetti underground creata da Robert Crumb. Dal fumetto venne tratta una trasposizione cinematografica a cartoni animati nel 1972, Fritz il gatto, che raggiunse un certo successo e portò nuova notorietà al personaggio, oltre a segnare il debutto alla regia dell'animatore Ralph Bakshi; fu inoltre il primo film d'animazione vietato ai minori di 18 anni negli Stati Uniti oltre che il film d'animazione indipendente di maggior successo di sempre. Grazie al film, il personaggio viene imposto al grande pubblico di tutto il mondo uscendo dall'ambito ristretto della scena underground americana. Nel 1974 venne realizzato un secondo lungometraggio, Le nove vite di Fritz il gatto, prodotto senza il coinvolgimento di Crumb il quale aveva concluso la striscia nel 1972 a causa di disaccordi con la produzione pubblicando una storia in cui il personaggio viene assassinato da un'ex fidanzata.

## Biografia del personaggio e trama
Fritz è un felino artista della truffa che vive spesso selvagge avventure ambientate in una metropoli abitata da animali antropomorfi. È un tipo individualista e anarcoide, incredibilmente volgare nel parlare e sempre a caccia di donne.
Oltre a questo erotismo eccessivo e goliardico, le trame assorbono gli umori e le inquietudini degli studenti universitari del periodo.

## Storia editoriale
Il personaggio venne ideato nel 1959 da Robert Crumb per un fumetto a diffusione limitata e successivamente raggiunse notorietà venendo pubblicato su riviste della scena underground tra il 1964 e il 1972 debuttando sul mercato americano nel 1964 sulla rivista satirica Help! per poi venire pubblicato su altre riviste underground come Head Comix (1969) e Robert Crumb’s Comics and Stories (1969)e Cavalier. Le raccolte dei fumetti di Fritz il gatto elevarono la striscia a uno dei tratti più iconici della scena underground.
Crumb iniziò a disegnare questo personaggio in fumetti amatoriali quando era un bambino e divenne il suo personaggio più famoso.
Il seguente è un elenco di alcuni episodi fra i più significativi; le informazioni sono tratte dall'antologia The Life and Death of Fritz the Cat, parzialmente tradotta in italiano come Fritz il gatto, Mare nero, 2000; questa edizione italiana contiene inoltre Comics & Stories e Fritz the No-Good (Fritz il poco di buono).
- Fritz Comes on Strong —pubblicato per la prima volta su Help! #22, gennaio 1965
- Fred, the Teen-Age Girl Pigeon (Fred e l'ammiratrice piccioncina) —pubblicato per la prima volta su Help! #24, Maggio 1965
- Fritz Bugs Out (Fritz taglia la corda) —pubblicato a partire da Ottobre 1968 sui numeri di Cavalier
- Fritz the Cat —pubblicato per la prima volta su R. Crumb's Head Comix, 1968.
- Fritz the No-Good —pubblicato per la prima volta sul numero di Settembre/Ottobre 1968 di Cavalier.
- Untitled —creato nel 1964; pubblicato per la prima volta su R. Crumb's Comics & Stories, 1969
- Fritz the Cat, Special Agent for the C.I.A. (Agente speciale per la C.I.A.) —creato nel 1965; pubblicato per la prima volta su R. Crumb's Fritz the Cat, 1969.
- Fritz the Cat, Magician (Fritz il mago) —creato nel 1965; pubblicato per la prima volta su Promethean Enterprises#3, 1971.
- Fritz the Cat: "Superstar" (Fritz il gatto: Superstar) —pubblicato per la prima volta su The People's Comics, 1972.

## Curiosità
Il produttore musicale italiano Fritz da Cat deve il suo nome d'arte proprio al personaggio di Crumb.

## Altri media
Lungometraggi animati
- Fritz il gatto (1972);[4][5]
- Le nove vite di Fritz il gatto (1974).